# Leucanella hosmere
Leucanella hosmere är en fjärilsart som beskrevs av William Schaus 1941. Leucanella hosmere ingår i släktet Leucanella och familjen påfågelsspinnare. Inga underarter finns listade i Catalogue of Life.